# Gunnar Larsen (geolog)
Gunnar Larsen (født 8. juli 1928 i Bonderød ved Faxe, død 15. juni 2018) var en dansk geolog, som 1967-95 var professor ved Aarhus Universitet.

## Liv og virke
Gunnar Larsen voksede op på en gård på Stevns, og han blev i 1947 student fra Høng Studenterkursus. Han læste herefter geologi på Københavns Universitet, blev i 1956 mag.scient. og var dernæst tilknyttet Danmarks Geologiske Undersøgelse, foruden Statens Byggeforskningsinstitut, hvor han arbejdede med betons stabilitet. I 1966 opnåede han doktorgraden på en afhandling om tungsand i danske mesozoiske aflejringer. Året efter blev han ansat som professor i geologi ved Aarhus Universitet, hvor han afløste Asger Berthelsen, efter i årene forinden at have virket som ekstern lektor.
Hans forskning var de følgende år koncentreret om sedimentologi, kvartærgeologi, hvor undersøgelser på Randersbladet førte til specialeafhandlinger for en række studerende, samt ingeniørgeologi, hvor han bl.a. bidrog til jordbundsundersøgelser for både Farøbroerne og Storebæltsforbindelsen. I årene 1972-73 gav han gæsteforelæsninger ved universiteterne i Lund, Göteborg og Heidelberg.
Gunnar Larsen var optaget af naturbeskyttelse, og han var i årene 1969-81 medlem af Naturfredningsrådet. I perioden 1984-92 var han medlem af Statens Naturvidenskabelige Forskningsråd. Han var redaktør for tidsskriftet Bulletin of the Geological Society of Denmark (1962-69), medredaktør af Sedimentary Geology (1967-84), samt medredaktør af Engineering Geology (1965-83).

## Udvalgte værker
- Gunnar Larsen og Arne Dinesen (1959): Vejle Fjord Formationen ved Brejning. Danmarks Geologiske Undersøgelse, II Rk, Nr 82, 114 sider
- Gunnar Larsen (1960): Terrængeologi for Ingeniørtropperne. Tidsskrift for Ingeniørofficerer, 1 og 2, 51 sider
- Werner Christensen og Gunnar Larsen (1960): Tungsandsforekomster i Danmark. DGU III Rk, Nr 33, 63 sider samt 8 tavler
- Gunnar Larsen (1966): Rhaetic-Jurassic-Lower Cretaceous sediments in the Danish Embayment. A heavy-mineral study. Danmarks Geologiske Undersøgelse, II Rk, Nr 91, 127 sider (doktordisputats)
- Gunnar Larsen (1986): Geologi i Aarhus 1961-1986. Aarhus Universitetsforlag, 120 pp
- Gunnar Larsen og Christian Kronborg (1994): Geologisk set. Det mellemste Jylland. En beskrivelse af områder af national geologisk interesse. Geografforlaget og Miljøministeriet, Skov- og Naturstyrelsen, 272 pp, ISBN 978-87-7702-132-9

Omkring 1960 publicerede han, sammen med O.B. Christensen, I. Bang og A Buch, resultater af jordbundsundersøgelser for en fast forbindelse mellem Helsingør og Helsingborg.